# Piotr Reiss

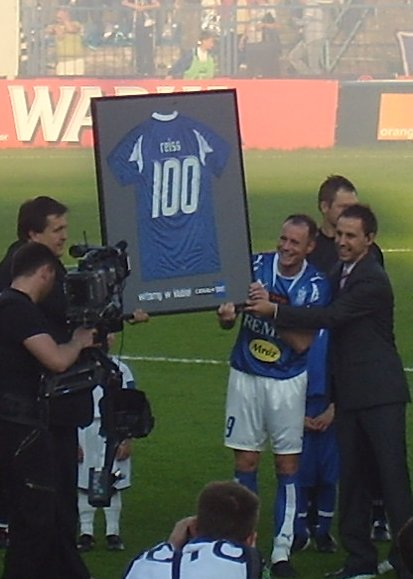
Piotr Reiss odbiera wyróżnienie po strzeleniu setnej bramki w Ekstraklasie, 2007.

Piotr Reiss (ur. 20 czerwca 1972 w Poznaniu) – polski piłkarz występujący na pozycji napastnika. Wychowanek Lecha Poznań, król strzelców polskiej Ekstraklasy, członek Klubu 300 oraz reprezentant Polski. Były trener piłkarzy Tarnovii Tarnowo Podgórne. Pięciokrotny laureat Srebrnej Piłki Głosu Wielkopolskiego dla najlepszego piłkarza Wielkopolski. Współzałożyciel Akademii Piłkarskiej Reissa, szkolącej dzieci w kierunku rozwoju sportowego.

## Życiorys
Absolwent Zespołu Szkół Geodezyjno-Drogowych im. Rudolfa Modrzejewskiego w Poznaniu.

### Kariera piłkarska

#### Klubowa
Na boisku występował jako napastnik i ofensywny pomocnik. Jest uważany za jeden ze współczesnych symboli Lecha Poznań; wychowanek tego klubu i zawodnik do 1991, ponownie reprezentował barwy Lecha w latach 1994–1998, 2002–2008 i 2012–2013, strzelając w czasie wszystkich szczebli kariery w tym klubie niemal 140 bramek. W Polsce poza Lechem Poznań grał w Kotwicy Kórnik, Amice Wronki oraz Warcie Poznań.
Później występował w niemieckiej 1. Bundeslidze – w klubie Hertha BSC już w debiucie 11 grudnia 1998 strzelił pierwszego i jedynego gola w 16 występach. W berlińskim klubie grał w latach 1998–1999 i w 2001. Ponadto był zawodnikiem MSV Duisburg (1999-2000; 1. Bundesliga) i SpVgg Greuther Fürth (2001-2002; 2. Bundesliga).
Do Poznania powrócił w 2002. W 2004 świętował wraz z Lechem zdobycie Pucharu (w meczach finałowych zdobył dwie bramki) i Superpucharu Polski. 9 maja 2007 w meczu przeciwko Widzewowi Łódź strzałem z rzutu wolnego zdobył swojego setnego gola w polskiej lidze dzięki czemu wstąpił do "klubu 100". W sezonie 2006/2007, z dorobkiem 15 bramek, został królem strzelców Orange Ekstraklasy.
W polskiej Ekstraklasie zagrał w 327 spotkaniach i zdobył 109 goli. Wszystkie te spotkania rozegrał w barwach Lecha Poznań. 12 kwietnia 2008 podczas wyjazdowego meczu z Legią Warszawa wygranym przez Kolejorza 1:0 wstąpił do "klubu 300".
19 maja 2009 wraz z Lechem zdobył drugi w karierze Puchar Polski (grał w meczach rundy jesiennej).
16 lipca 2009 podpisał kontrakt z I-ligową Wartą Poznań. Przez blisko 3-letnią przygodę z Wartą Reiss występował w tym zespole ze swoim ulubionym numerem – 9, który ustąpił mu Marcin Klatt, gdy Piotr podpisał kontrakt z klubem z Dolnej Wildy.
Po wygaśnięciu umowy z poznańskim I-ligowcem Reiss przez okres wakacyjny pozostawał bez pracodawcy. Jednak 31 sierpnia 2012 podpisał kontrakt z Lechem Poznań obowiązujący przez pół roku. W grudniu przedłużył umowę do czerwca 2013 r..
27 maja 2013 roku Piotr Reiss na konferencji prasowej oficjalnie ogłosił zakończenie piłkarskiej kariery. 6 dni później zagrał swój ostatni mecz w Ekstraklasie z Koroną Kielce, w którym asystował przy golu Ivana Djurdjevicia. Spotkanie zakończyło się zwycięstwem "Kolejorza" 2-0.
W czerwcu 2014 roku na Inea Stadionie w Poznaniu odbył się pożegnalny benefis Piotra Reissa, w którym drużyna złożona z ówczesnej kadry Lecha zmierzyła się ze składem złożonym z legend poznańskiego klubu, takich jak Piotr Świerczewski, Bartosz Bosacki czy Waldemar Kryger.
Piotr Reiss po zakończeniu zawodowej kariery piłkarskiej występował w drużynie oldbojów Lecha Poznań, która rozgrywa swoje mecze w Pucharze Polski, a także w Akademii Reissa OSiR Baranowo Poznań, z którą zdołał awansować w roku 2015 z pierwszego miejsca w tabeli poznańskiej A-klasy do rozgrywek na szczeblu okręgowym.

#### Reprezentacyjna
Wystąpił w 4 meczach reprezentacji Polski w piłce nożnej, strzelając jednego gola w meczu przeciwko reprezentacji Słowacji 10 listopada 1998.

### Kariera trenerska
10 października 2014 roku ogłosił podjęcie decyzji o przyjęciu oferty stanowiska szkoleniowca III-ligowego zespołu GKS Tarnovia Tarnowo Podgórne. Podczas krótkiej 2-miesięcznej przygody z klubem, poprowadził drużynę w ośmiu meczach ligowych oraz jednym pucharowym (bilans 2-1-6).

### Kontrowersje i zarzuty karne
20 maja 1998 w 30. kolejce sezonu 1997/98 według słów prowadzącego zawody pomiędzy Petrochemią Płock a Lechem Poznań sędziego Stanisława Żyjewskiego zawodnik Lecha groził mu na boisku połamaniem rąk i nóg, i straszył mafią, jeśli Lech przegra. Lech przegrał 0:1 po podyktowanym w 9. minucie rzucie karnym dla Petrochemii, a Żyjewskiemu nieznani sprawcy wkrótce próbowali podpalić dom. Zawodnik wszystkiemu zaprzeczył, mimo to za zajście został ukarany przez Wydział Dyscypliny PZPN trzymiesięczną dyskwalifikacją, której wykonanie zawieszono na pół roku.
2 lutego 2009 Piotr Reiss został zatrzymany w związku ze śledztwem dotyczącym korupcji w polskiej piłce nożnej. W związku z postawieniem mu zarzutów o charakterze korupcyjnym w dniu 3 lutego KKS Lech Poznań zawiesił go bezterminowo w prawach zawodnika klubu. W lutym 2014 Piotr Reiss został ukarany dyscyplinarnie za korupcję przez PZPN. 19 marca 2014 r. Najwyższa Komisja Odwoławcza PZPN uwzględniła odwołanie i uchyliła decyzję Komisji Dyscyplinarnej PZPN z dnia 6 lutego 2014 r. Najwyższa Komisja Odwoławcza PZPN uznała, że nie zgromadzono w postępowaniu Komisji Dyscyplinarnej PZPN dowodów na popełnienie zarzucanych przewinień dyscyplinarnych. W dniu 3 listopada 2021 został prawomocnie skazany przez Sąd Apelacyjny we Wrocławiu za udział w aferze korupcyjnej.

### Statystyki kariery
(aktualne 3 czerwca 2013)
| Klub                 | Sezon              | Liga               | Liga  | Liga   | Puchar kraju | Puchar kraju | Puchar ligi | Puchar ligi | Europa | Europa | Suma  | Suma   |
| Klub                 | Sezon              | Liga               | Mecze | Bramki | Mecze        | Bramki       | Mecze       | Bramki      | Mecze  | Bramki | Mecze | Bramki |
| -------------------- | ------------------ | ------------------ | ----- | ------ | ------------ | ------------ | ----------- | ----------- | ------ | ------ | ----- | ------ |
| Lech Poznań          | 1994/95            | I liga             | 34    | 9      | 3            | 1            | –           | –           | –      | –      | 37    | 10     |
| Lech Poznań          | 1995/96            | I liga             | 30    | 6      | 2            | 1            | –           | –           | –      | –      | 32    | 7      |
| Lech Poznań          | 1996/97            | I liga             | 33    | 12     | 1            | 0            | –           | –           | –      | –      | 34    | 12     |
| Lech Poznań          | 1997/98            | I liga             | 34    | 11     | 3            | 1            | –           | –           | –      | –      | 37    | 12     |
| Lech Poznań          | 1998/99            | I liga             | 15    | 12     | 1            | 1            | –           | –           | –      | –      | 16    | 13     |
| Hertha BSC           | 1998/99            | Bundesliga         | 10    | 1      | 0            | 0            | –           | –           | –      | –      | 10    | 1      |
| MSV Duisburg (wyp.)  | 1999/00            | Bundesliga         | 22    | 5      | 0            | 0            | –           | –           | 0      | 0      | 22    | 5      |
| Hertha BSC           | 2000/01            | Bundesliga         | 6     | 0      | 1            | 0            | 1           | 0           | 1      | 1      | 9     | 1      |
| SpVgg Greuther Fürth | 2001/02            | 2. Bundesliga      | 9     | 0      | 2            | 0            | –           | –           | –      | –      | 11    | 0      |
| Lech Poznań          | 2001/02            | II liga            | 13    | 4      | 0            | 0            | 2           | 0           | –      | –      | 15    | 4      |
| Lech Poznań          | 2002/03            | I liga             | 27    | 4      | 3            | 2            | –           | –           | –      | –      | 30    | 6      |
| Lech Poznań          | 2003/04            | I liga             | 26    | 13     | 8            | 8            | –           | –           | –      | –      | 34    | 21     |
| Lech Poznań          | 2004/05            | I liga             | 26    | 9      | 10           | 5            | –           | –           | 2      | 0      | 38    | 14     |
| Lech Poznań          | 2005/06            | I liga             | 28    | 11     | 8            | 0            | –           | –           | 3      | 0      | 39    | 11     |
| Lech Poznań          | 2006/07            | I liga             | 28    | 15     | 3            | 1            | 3           | 2           | 1      | 0      | 35    | 18     |
| Lech Poznań          | 2007/08            | I liga             | 24    | 5      | 1            | 0            | 2           | 0           | –      | –      | 27    | 5      |
| Lech Poznań          | 2008/09            | Ekstraklasa        | 15    | 1      | 2            | 0            | 4           | 0           | 5      | 1      | 26    | 2      |
| Warta Poznań         | 2009/10            | I liga             | 33    | 16     | 0            | 0            | –           | –           | –      | –      | 33    | 16     |
| Warta Poznań         | 2010/11            | I liga             | 29    | 9      | 1            | 0            | –           | –           | –      | –      | 30    | 9      |
| Warta Poznań         | 2011/12            | I liga             | 31    | 10     | 1            | 0            | –           | –           | –      | –      | 32    | 10     |
| Lech Poznań          | 2012/13            | Ekstraklasa        | 8     | 1      | 0            | 0            | –           | –           | 0      | 0      | 8     | 1      |
| Ogólnie w karierze   | Ogólnie w karierze | Ogólnie w karierze | 480   | 154    | 50           | 20           | 12          | 2           | 12     | 2      | 554   | 178    |

### Sukcesy

#### Lech Poznań
- Puchar Polski

Zdobywca (2): 2003/04, 2008/09
- Superpuchar Polski

Zdobywca (1): 2004

#### Indywidualne
- Ekstraklasa

Król strzelców (1): 2006/07